# Brachymeria minuta
Brachymeria minuta is een vliesvleugelig insect uit de familie van de bronswespen (Chalcididae). De wetenschappelijke naam werd gepubliceerd in 1767 door Carl Linnaeus.